# Palais Sanvitale
Le Palazzo Sanvitale est un bâtiment néoclassique situé sur la piazzale Sanvitale à Parme ; jusqu'en 2015, il abritait le siège de la Banca Monte Parma, désormais intégrée au groupe bancaire Intesa Sanpaolo.

## Histoire

Armoiries de la famille Sanvitale

Le palais d'origine a été construit dans la première moitié du XVIe siècle par la famille Lalatta ; il occupait la moitié orientale du bâtiment actuel, avec la façade donnant sur la rue Cairoli.
Plus tard allé aux familles Prati et Cesi, le palais est passé à la famille Sanvitale en 1639, lorsque le comte Alessandro II a arrangé un mariage entre son fils Luigi et Lucrezia Cesi, fille de Fortunato Cesi. Les accords de dot prévoyaient que le bâtiment deviendrait la propriété de la famille Sanvitale en échange de l'entretien complet de Lelia Cesi, mère de la mariée.
Au fil des ans, la famille Sanvitale a acheté divers bâtiments contigus, dont le Teatro della Racchetta, vendu en 1686 par le duc Ranuccio II Farnèse aux Sanvitale en échange de quelques bâtiments après la construction du théâtre ducal de la Riserva, plus près de la cour Farnèse.
Le comte Alessandro Sanvitale entre 1719 et 1720 fit réaménager l'appartement du premier étage en vue du mariage entre son neveu Giacomo Antonio et Isabella Cenci, s'adressant à divers artistes de l'époque, dont Pietro Abbati, Antonio Del Bo, Giuseppe Rocchetti et Giovanni Bolla.
Dans la seconde moitié du XVIIIe siècle, le bâtiment a été entièrement rénové sur un projet de l'architecte Angelo Rasori ; la nouvelle façade a également été élevée sur tout le côté nord de l'actuelle place Sanvitale, sur laquelle la nouvelle entrée a été ouverte, et une aile entière du bâtiment a été construite, dont le vestibule et le grand escalier. L'inauguration eut lieu le 8 juillet 1787, à l'occasion du mariage entre Stefano Sanvitale, fils aîné du comte Alessandro III, et Luigia Gonzaga.
Dans les années suivantes, le bâtiment s'enrichit de fresques et de stucs, par des artistes d'importance, témoignant de la richesse de la famille Sanvitale.
Au début du XIXe siècle, l'imposant bâtiment a été élu résidence représentative d'invités illustres de passage à Parme. Dans la nuit du 9 novembre 1804, le pape Pie VII y dormit, en route pour Paris où il aurait assisté au sacre de Napoléon Bonaparte. L'empereur lui-même, venant de Bologne, s'y arrêta l'année suivante avec sa femme Joséphine dans la nuit du 26 au 27 juin. En échange de l'hospitalité reçue, Napoléon récompensa immédiatement le comte Stefano Sanvitale d'une boîte en or, l'année suivante il le nomma maire de Parme et en 1814 lui conféra le titre de baron de l'Empire.
Le grand théâtre Racchetta a été démoli vers 1830.
En 1932, le dernier descendant de la famille Sanvitale, le comte Giovanni, céda le bâtiment aux Filles de la Croix, qui y transférèrent leurs écoles et y restèrent jusqu'en 1978, date à laquelle le bâtiment fut acheté par la Banca del Monte di Parma.
Entre 1979 et 1988, la banque a réalisé d'importants travaux de restauration du bâtiment, pour le transformer en son siège social.
En 1999, le musée Amedeo Bocchi a été inauguré dans le bâtiment, qui abrite également la Fondation Monte Parma, à laquelle le musée Renato Vernizzi a été ajouté en 2014. Cependant, la Fondation, qui n'est plus propriétaire de la Banca del Monte di Parma, est restée dans l'immeuble comme locataire et a acheté en 2015 l'immeuble de la Banca d'Italia sur Strada Farini, avec l'intention d'y déplacer son siège.

## Description
Le bâtiment, de taille considérable, se développe autour d'une grande cour carrée centrale ; deux autres cours sont positionnées à l'arrière de l'édifice.
La longue façade, de style néoclassique, est divisée symétriquement en trois corps distincts. Le corps central est couronné par une élégante balustrade enrichie d'une série de statues.
Au centre, le grand portail d'entrée est flanqué de deux colonnes en marbre d'ordre dorique, qui soutiennent le balcon à balustrade.
L'atrium se caractérise par une élégante colonnade, s'ouvrant sur la cour centrale ; aligné avec l'entrée, un deuxième portique s'ouvre de l'autre côté de la cour menant à la première cour derrière elle, caractérisée en arrière-plan par la fresque peinte en 1788 par Luigi Ardenghi et reprise par la suite par Giacomo Giacopelli.
Un imposant escalier de 1787, reposant sur une colonnade dorique et enrichi de marbres et de statues, conduit à l'étage noble de l'édifice.

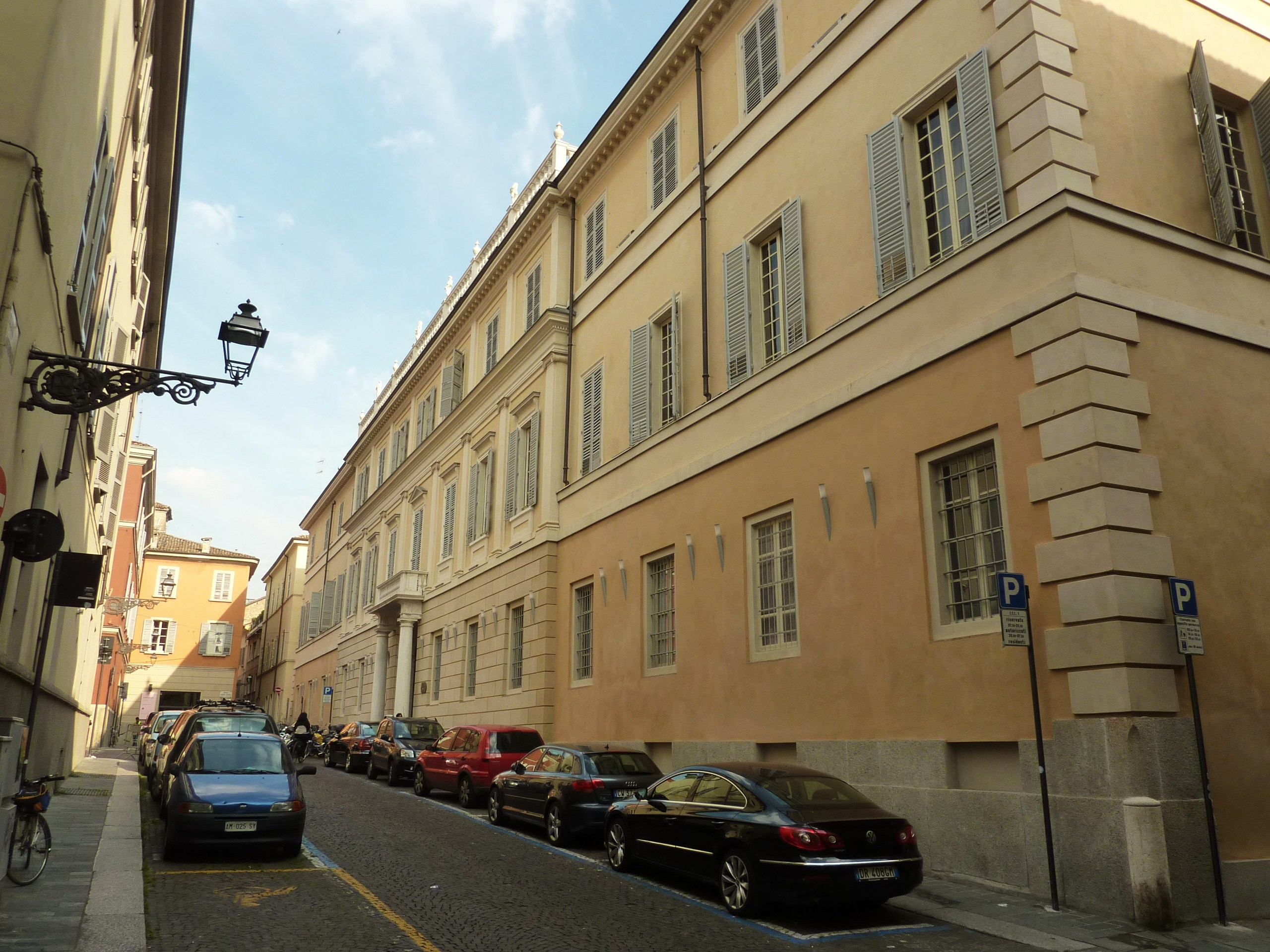
Le Palazzo Sanvitale vu de la rue Cairoli.
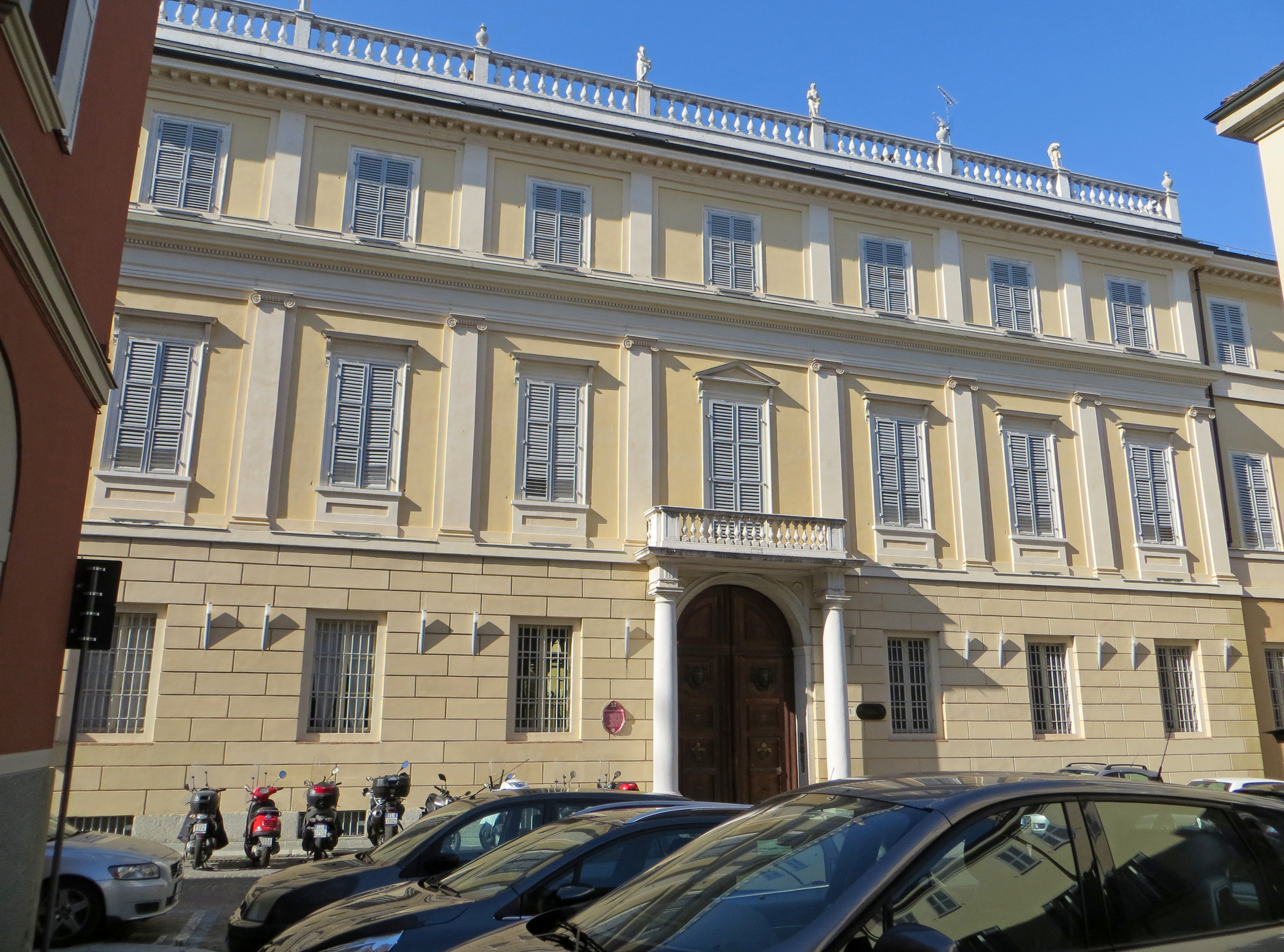
Corps central de la façade.
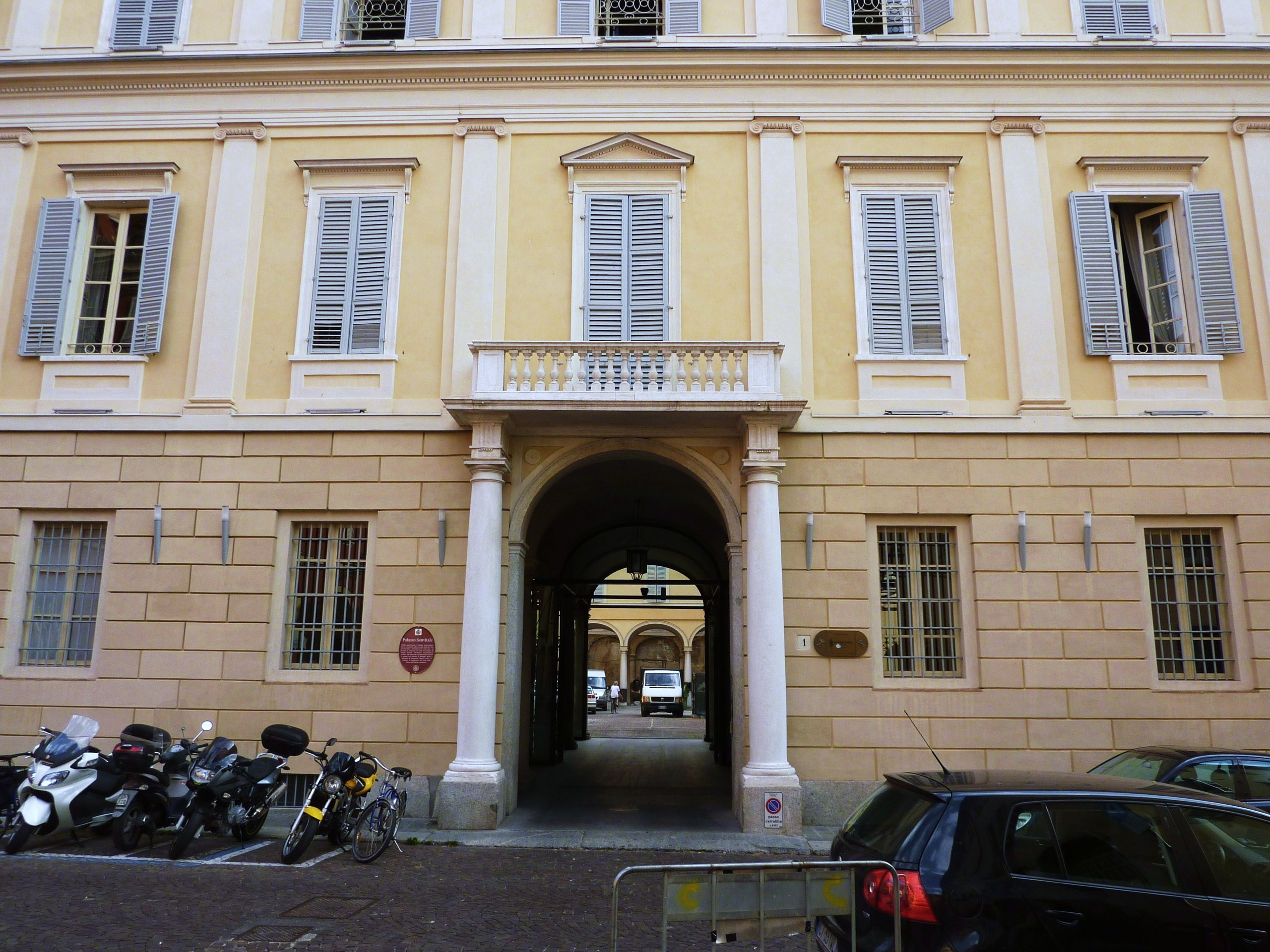
Entrée principale.

### Les salles du rez-de-chaussée
Au rez-de-chaussée, dans les lunettes d'une des pièces situées le long du couloir, sont encore visibles des portions de fresques de style Baglionesque, datant de la fin du XVIe siècle, représentant des rideaux écossais montrant des paysages et des festons de fruits et chérubins.
La Sala del Bertoja a été décorée vers 1564 par Jacopo Bertoja, qui a peint la fresque d'Apollon et les Muses se concertant au centre du plafond, réalisée à l'intérieur d'une fausse tapisserie suspendue.
La Sala del Bolla et Aldrovandini fut décorée entre 1719 et 1720 par Giacomo Bolla et Domenico Aldrovandini, qui y peignirent les Fresques allégoriques de la Casa Sanvitale.

### L'appartement des époux
Les pièces intérieures de l'étage noble, qui constituaient l'appartement du couple, ont été décorées en deux phases successives.
La première série d'interventions, datant de la deuxième décennie du XVIIIe siècle, concernait l'aile est et en particulier la Salle d'Icare et la Salle du Mariage, décorées de fresques, parmi des stucs élégants, par Sebastiano Galeotti entre 1720 et 1738 avec des scènes des Allégories de l'Eau, de la Terre, des Noces de Junon et Jupiter et de la Chute d'Icare avec des couples de Satyres.
Les toiles représentant les familles Farnèse et Sanvitale, peintes par Giovanni Bolla entre 1719 et 1720, datent de la même période.
La deuxième série de décorations, commencée vers 1787, concernait plutôt les pièces disposées le long de la façade. Parmi celles-ci, la somptueuse salle de Bal, conçue par l'architecte français Etienne d'Antoine, a été décorée par Domenico Muzzi, qui a peint la grande fresque du Char du Soleil au centre de la voûte, ainsi que divers médaillons et dessus-de-portes. Les statues en stuc ont été réalisées par Giovanni Battista Cousinet, tandis que les stucs de la corniche et des murs ont été réalisés par Antonio Rusca, d'après un dessin de Benigno Bossi.
La Chambre de Junon et Eole a été décorée par Muzzi, qui a peint la fresque Junon ordonne à Eole de libérer les Vents et les allégories des quatre continents (Europe, Afrique, Asie et Amériques) sur les dessus-de-portes.
La Sala del Sonno (ou salle de Bacchus) a également été peinte par Domenico Muzzi, qui a peint les fresques de l'Allégorie du Sommeil sur la voûte et de Diane endormie et des Putti jouant sur les dessus-de-portes.
Enfin, la Salle de Musique se caractérise non seulement par la fresque des Amours musiciens, réalisée par Muzzi sur la voûte, mais aussi par le Portrait d'une jeune fille, peint par Domenico Passerini sur le dessus-de-porte.

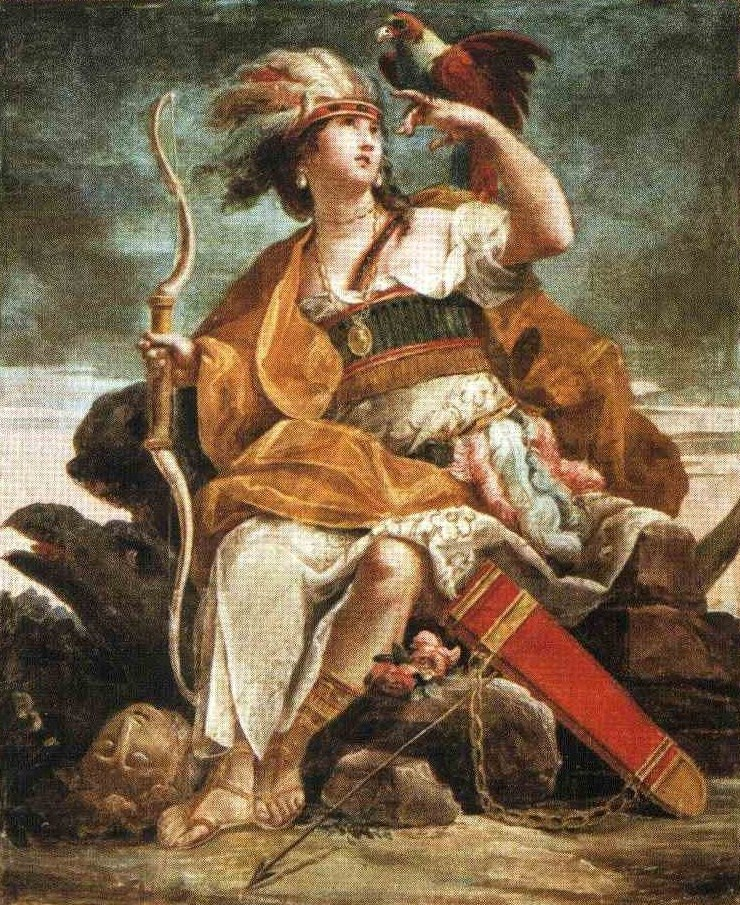
Domenico Muzzi, Allégorie de l'Amérique.
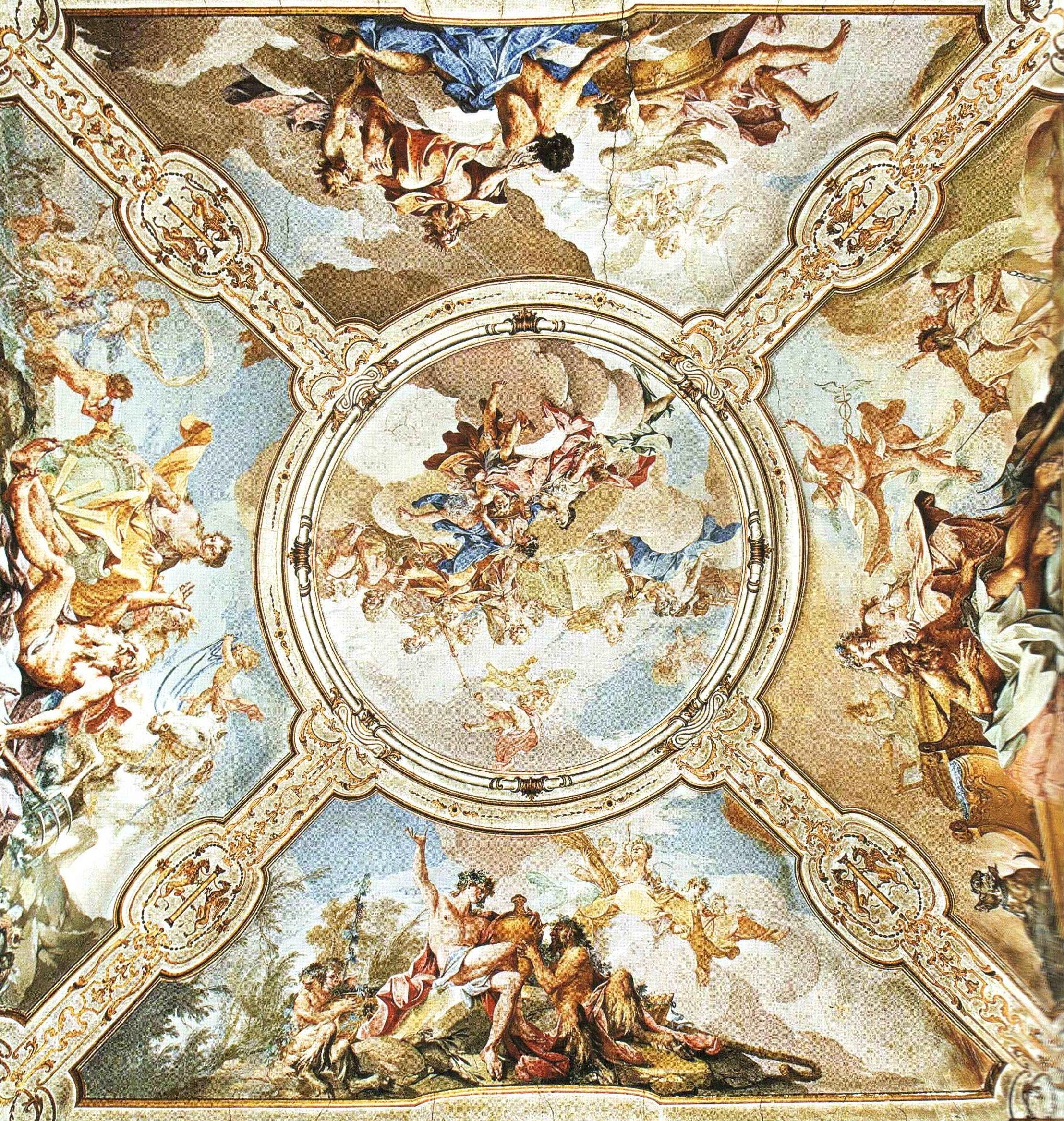
Sebastiano Galeotti, Banquet pour les noces de Cupidon et Psyché.
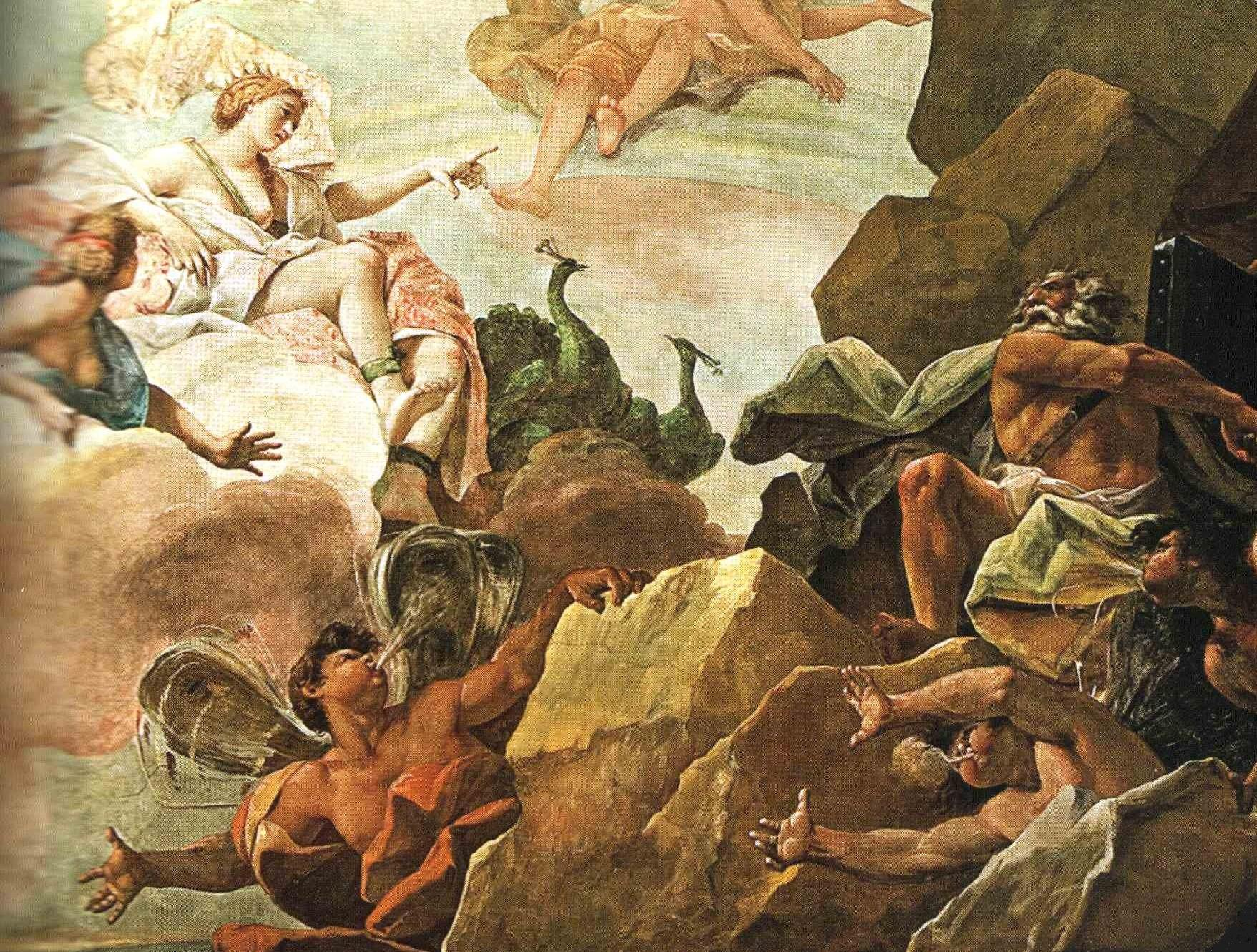
Domenico Muzzi, Junon ordonne à Éole de libérer les Vents (détail).
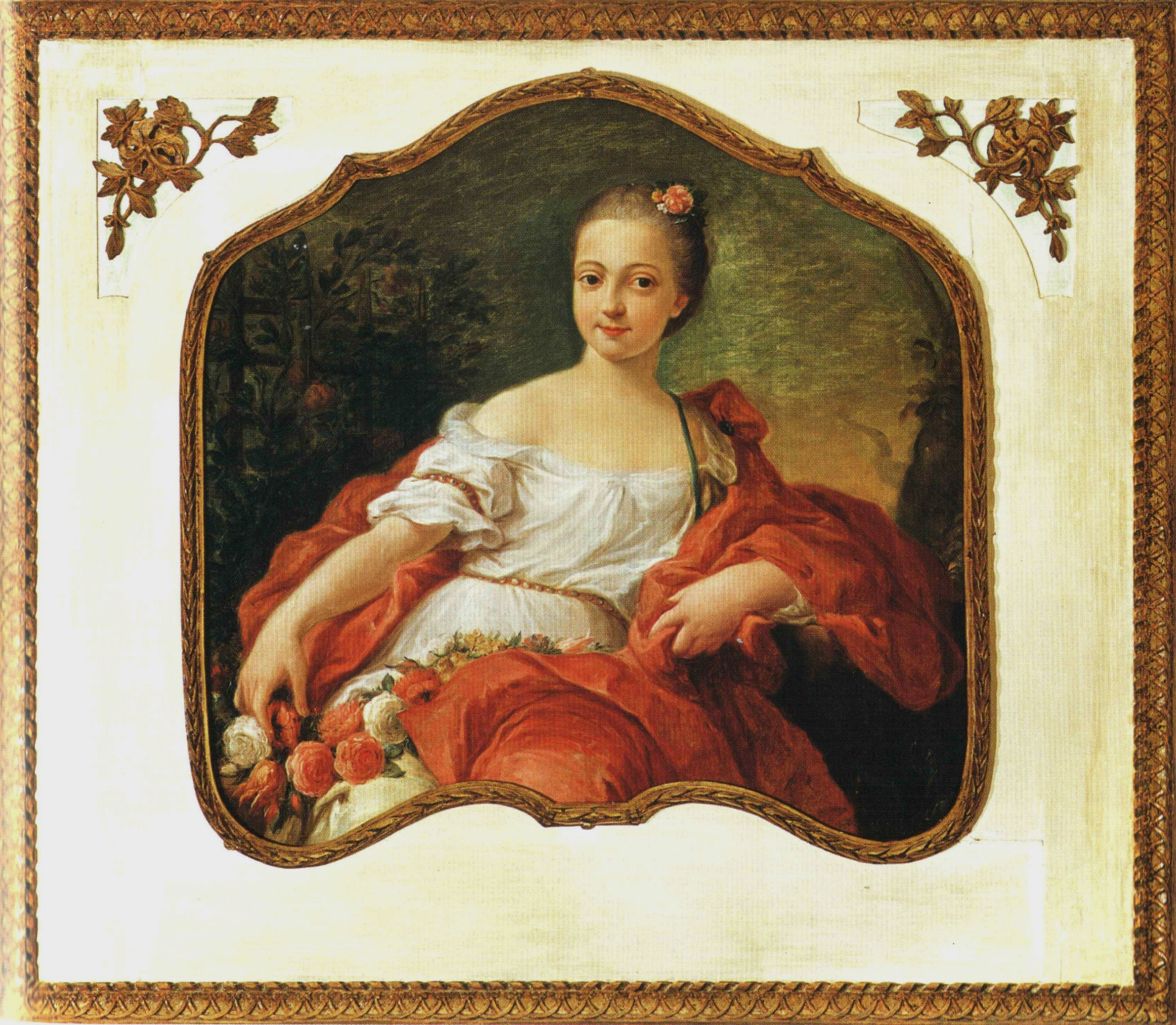
Domenico Passerini, Portrait de jeune fille.